# Deathwatch
Deathwatch es una película estrenada en 2002, dirigida por Michael J. Bassett y protagonizada por Jamie Bell.

## Sinopsis
La historia se centra en 1917 en la Primera Guerra Mundial. Soldados aliados y tropas alemanes se enfrentan en las llanuras del norte de Europa. La muerte los rodea, allí hay cadáveres. Al llegar a una trinchera alemana se encuentran con un soldado alemán, que se encontraba dentro de la misma, sentado. Los soldados no dudan en tomarlo como prisionero. Luego de eso comenzarán a vivir sucesivas situaciones extrañas dentro de la misma trinchera. Algunos mueren misteriosamente y desaparecen, mientras que los que están a salvo se vuelven locos y empiezan a matarse unos a otros. El único que parece mantener la cordura es Charlie Shakespeare (Jamie Bell), quien es el más joven y menos violento del grupo. Al final, logra salvar de que maten al soldado alemán y le dice que escape mientras que se abre un gran agujero en la tierra que se lleva consigo a Shakespeare. Este despierta en una cueva y ve que hay un grupo de personas juntas en una fogata, su equipo. Shakespeare, al pensar que ese era el infierno, busca una salida hasta encontrarla. Cuando sale, encuentra al mismo soldado alemán al que dejó escapar apuntándole con un arma. Shakespeare le pregunta por qué lo quiere matar, si este lo ayudó. A lo que el soldado le responde que sí, que por eso él puede salir. De pronto, Shakespeare ve una escalera para salir de la trinchera y desaparece en un muro de niebla.

## Reparto
1. Jamie Bell como Soldado raso Charlie Shakespeare.
2. Ruaidhri Conroy como Soldado raso Colin Chevasse.
3. Mike Downey como Capitán Martin Plummer.
4. Laurence Fox como Capitán Bramwell Jennings.
5. Roman Horak como soldado alemán.
6. Dean Lennox Kelly como Soldado raso Willie McNess.
7. Torben Liebrecht como Friedrich.
8. Kris Marshall como Soldado raso Barry Starinski.
9. Hans Matheson como Soldado raso Jack Hawkstone.
10. Hugh O'Conor como Soldado raso Anthony Bradford.
11. Matthew Rhys como "Doc" Fairweather.
12. Andy Serkis como Soldado raso Thomas Quinn.
13. Hugo Speer como Sargento David Tate.
14. Pavel Tesar como "hombre lodo".

## Realización
La película fue filmada en República Checa (Benešov y Praga) y Reino Unido.